# كين والاس
كين والاس (بالإنجليزية: Ken Wallace)‏ (8 يونيو 1952 في المملكة المتحدة - ) هو لاعب كرة قدم بريطاني في مركز الهجوم. لعب مع نادي برينتفورد ونادي كرولي تاون ووست هام يونايتد وMontreal Olympique ‏ وماديستون يونايتد ‏ ونادي هيرفورد ونادي تشيلمسفورد ونادي إكزتر سيتي ونادي دوفر وويلينج يونايتد.